# Logoteta
Logoteta (gr. λογοθέτης, logothétēs, pl. logothétai; łac. logotheta, pl. logothetae) – urząd administracyjny w Cesarstwie Wschodniorzymskim oraz w Cesarstwie Bizantyńskim. Logoteta był przedstawicielem organów centralnych i naczelnych, analogicznym do obecnych ministrów.
Urząd logotety utworzony został przez Basileusa Leona III w ramach gruntownej reorganizacji wojska i administracji. Powołane wówczas zostały 4 urzędy logotetów:
- logothetēs tou dromou (gr. λογοθέτης τοῦ δρόμου) – minister komunikacji, a zarazem minister spraw zagranicznych
- logothetēs tou genikou (gr. λογοθέτης τοῦ γενικοῦ) – generalny poborca podatków
- logothetēs toū stratiōtikou (gr. λογοθέτης τοῦ στρατιωτικοῦ) – generalny skarbnik armii
- logothetēs tōn agelōn (gr. λογοθέτης τῶν ἀγελῶν) – zarządca dóbr cesarskich

Logoteci podlegali pierwszemu ministrowi, któremu przysługiwał tytuł sakelariusz (gr. σακελλάριος). Z biegiem czasu urząd logotety podlegał dalszym przemianom np. Aleksy I Komnen stworzył logothetēs tōn sekretōn (gr. λογοθέτης τῶν σεκρέτων) (była to próba usprawnienia koordynacji poszczególnych departamentów). Tytuł logotety rozprzestrzenił się również poza granice Cesarstwa Bizantyjskiego; został przyjęty na Sycylii.